# Mackovice
Obec Mackovice (německy Moskowitz) se nachází v okrese Znojmo v Jihomoravském kraji. Žije zde 388 obyvatel. Jedná se o vinařskou obec ve vinařské oblasti Morava, podoblasti Znojemské (viniční tratě Břežansko). Sousedními obcemi sídla jsou Dolenice, Čejkovice, Břežany, Oleksovice a Miroslav. 
Je členem Svazku znojemských vinařských obcí Daníž. 

## Název
Základem jména vesnice bylo osobní jméno Macek, což byla domácká podoba jmen Matěj, Matouš, Matyáš (hláskových úprav jména Matheus hebrejského původu). Původně šlo o pojmenování obyvatel vsi, výchozí tvar Mackovici znamenal "Mackovi lidé". Nejstarší doklad ukazuje podobu Macovice, jejímž základem bylo nezdrobnělé osobní jméno Mac (téhož původu jako Macek).

## Historie
První písemná zmínka o obci pochází z roku 1228 (Mazouiz).

## Doprava
Vesnici prochází silnice I. třídy I/53 a silnice II. třídy II/397. Obec obsluhují autobusové spoje které jsou zaintegrovány v IDS JMK.

## Pamětihodnosti
- Kostel Zasnoubení Panny Marie na místě původní barokní kaple z roku 1712
- Kaplička Nejsvětější Trojice na kraji vesnice
- Výklenková kaplička u mostu
- Boží muka